# Estación de Fontaínhas
Nota: No confundir con el Apeadero de Fontainhas-Sado, en la Línea del Sur, ni con el Apeadero de Fontainhas, en la Línea del Algarve.
La Estación Ferroviaria de Fontaínhas es una plataforma ferroviaria desactivada de la Línea de Porto a Póvoa y Famalicão, que servía a la localidad de Fontainhas, en el ayuntamiento de Póvoa de Varzim, en Portugal.

## Historia
El tramo entre Póvoa de Varzim y Fontainhas entró en servicio el 7 de agosto de 1878, siendo el tramo siguiente, hasta Famalicão, abierto a la explotación el 12 de junio de 1881.